# فيليب لونش (رجل أعمال)
فيليب لونش (بالإنجليزية: Philip Lynch)‏ هو شخصية أعمال أيرلندي، ولد في 1946.